# Hostius
Hostius (Kr. e. 1. század) római költő
Életéről szinte semmit sem tudunk. „Bellum Histricum” című költeményében Ennius munkáját folytatta. Munkája néhány apró töredék kivételével elveszett.